# Rúben Amorim
Rúben Filipe Marques Amorim, noto semplicemente come Rúben Amorim (Lisbona, 27 gennaio 1985), è un allenatore di calcio ed ex calciatore portoghese, di ruolo centrocampista, tecnico del Manchester Utd.

## Carriera

### Giocatore

#### Club

##### Belenenses
Amorim fa il suo esordio nella prima divisione portoghese il 14 dicembre 2003, giocando un minuto con il Belenenses in casa per 2-0 sul Club Alverca. Diventato titolare dalla stagione 2005-2006, gioca in totale 106 partite in tutte le competizioni in cinque stagioni.

##### Benfica e prestiti

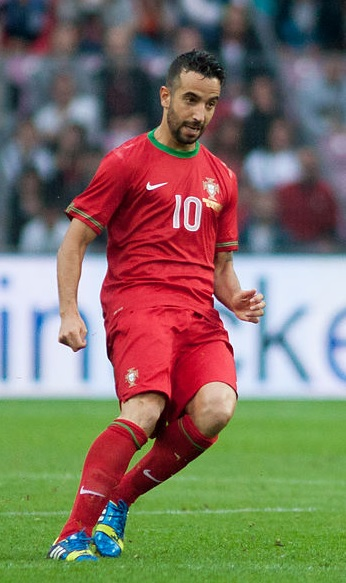
Amorim con la nazionale portoghese nel giugno 2013

Alla fine dell'aprile 2008, Amorim firma un quadriennale con il Benfica. Durante la sua prima stagione segna il suo primo gol il 23 novembre, nella vittoria per 2-0 contro l'Académica de Coimbra. A causa della concorrenza dei nuovi acquisti Javi García e Ramires, Amorim gioca meno nel 2009-2010, ma ha ancora un ruolo di rilievo (collezionando 24 partite di cui 10 da titolare). In quella stagione il Benfica vince il campionato dopo cinque anni senza titoli. Amorim è nuovamente utilizzato come titolare da Jorge Jesus nella stagione 2010-2011, quando le sue condizioni glielo hanno permesso. Il 19 gennaio 2011, tuttavia, dopo aver subito un intervento chirurgico a entrambe le ginocchia, è messo da parte per diversi mesi.
Il 31 gennaio 2012, fresco di rinnovo con il Benfica, viene ceduto in prestito fino al termine della stagione al Braga, restandovi anche nella stagione successiva e collezionando in totale 46 presenze e 5 reti.
Dopo il ritorno al Benfica non trova molto spazio, fa solo 26 presenze in campionato in 2 anni più altre 2 al Benfica B. Nella stagione 2015-2016, viene mandato in prestito al Al-Wakrah, totalizzando 14 presenze e 2 reti.
Tornato al Benfica non scende più in campo. Il 4 aprile 2017, terminato il contratto con la squadra della capitale portoghese, decide di ritirarsi a 32 anni.

#### Nazionale
Il 10 maggio 2010, pur venendo escluso dalla lista definitiva dei 23 giocatori convocati per il Mondiale 2010, è inserito tra le 6 riserve. L'8 giugno successivo sostituisce Nani, dopo che il giocatore del Manchester Utd ha subito una lesione alla clavicola che lo ha escluso dal Mondiale in Sudafrica. Il suo debutto avviene il 15 giugno, giorno in cui gioca gli ultimi cinque minuti della fase a gironi della partita di apertura contro la Costa d'Avorio (0-0), entrando al posto di Raul Meireles.
Quattro anni dopo è convocato anche per il Mondiale 2014, giocando nella gara vinta contro il Ghana (2-1), senza però evitare l'eliminazione al primo turno dei lusitani.

### Allenatore

#### Inizi e Braga
Nell'estate del 2018 viene nominato allenatore del Casa Pia, club di terza divisione. Nel gennaio 2019 la squadra viene penalizzata di sei punti e Amorim viene squalificato per aver impartito delle indicazioni durante una partita, senza poterlo fare da regolamento. Qualche giorno dopo, malgrado la sospensione della squalifica, Amorim rassegna le proprie dimissioni.
Nel 2019 viene nominato allenatore della squadra riserve del Braga, in terza divisione. Tre mesi dopo viene chiamato ad allenare la prima squadra al posto di Ricardo Sá Pinto e debutta il 4 gennaio 2020 con una vittoria per 7-1 in trasferta contro il Belenenses. Il 25 gennaio vince la Coppa di Lega battendo in finale il Porto per 1-0.

#### Sporting Lisbona
Nel 2020 è ingaggiato dallo Sporting Lisbona, che per averlo corrisponde al Braga un indennizzo di 10 milioni di euro. Nel 2021 riporta il club bianco-verde alla vittoria in campionato a diciannove anni di distanza dall'ultima affermazione. Nella stessa stagione vince anche la Coppa di Lega proprio contro il Braga. Seguono poi la conquista della Supercoppa nella rivincita contro il Braga, di un'altra Coppa di Lega e, dopo un biennio senza vittorie, del campionato nel 2023-2024. Nelle coppe europee il massimo risultato sono i quarti di Europa League nel 2022-2023.

#### Manchester Utd
Il 1º novembre 2024 viene annunciato come nuovo tecnico del Manchester Utd a partire dall'11 novembre successivo, subentrando all'esonerato Erik ten Hag e all'allenatore ad interim Ruud van Nistelrooij che lascia la squadra al tredicesimo posto in Premier; per ingaggiare Amorim, il club inglese ha versato i 10 milioni di euro previsti dalla clausola di risoluzione, più un ulteriore milione per ingaggiare alcuni membri dello staff tecnico. Il 24 novembre successivo, debutta con i Red Devils in Premier League nel pareggio esterno per 1-1 contro l'Ipswich Town. Successivamente arrivano le prime vittorie prima in Europa League (3-2 con il Bodoe/Glimt) e in campionato (4-0 contro l'Everton e 2-1 contro il Manchester City). Dopo un inizio promettente, la gestione di Amorim si è rivelata deludente: il Manchester United ha concluso la Premier League al 16º posto, segnando la peggior stagione del club nell'era Premier League. In 26 partite di campionato sotto la sua guida, la squadra ha ottenuto solo sei vittorie. Nonostante abbia raggiunto la finale di UEFA Europa League, il club è stato sconfitto dal Tottenham Hotspur per 1-0, mancando così la qualificazione alle competizioni europee per la stagione successiva. 

## Statistiche

### Cronologia presenze e reti in nazionale
| Cronologia completa delle presenze e delle reti in nazionale ― Portogallo | Cronologia completa delle presenze e delle reti in nazionale ― Portogallo | Cronologia completa delle presenze e delle reti in nazionale ― Portogallo | Cronologia completa delle presenze e delle reti in nazionale ― Portogallo | Cronologia completa delle presenze e delle reti in nazionale ― Portogallo | Cronologia completa delle presenze e delle reti in nazionale ― Portogallo | Cronologia completa delle presenze e delle reti in nazionale ― Portogallo | Cronologia completa delle presenze e delle reti in nazionale ― Portogallo |
| Data                                                                      | Città                                                                     | In casa                                                                   | Risultato                                                                 | Ospiti                                                                    | Competizione                                                              | Reti                                                                      | Note                                                                      |
| ------------------------------------------------------------------------- | ------------------------------------------------------------------------- | ------------------------------------------------------------------------- | ------------------------------------------------------------------------- | ------------------------------------------------------------------------- | ------------------------------------------------------------------------- | ------------------------------------------------------------------------- | ------------------------------------------------------------------------- |
| 15-6-2010                                                                 | Port Elizabeth                                                            | Costa d'Avorio                                                            | 0 – 0                                                                     | Portogallo                                                                | Mondiali 2010 - 1º turno                                                  | -                                                                         | 85’                                                                       |
| 11-9-2012                                                                 | Braga                                                                     | Portogallo                                                                | 3 – 0                                                                     | Azerbaigian                                                               | Qual. Mondiali 2014                                                       | -                                                                         | 76’                                                                       |
| 16-10-2012                                                                | Porto                                                                     | Portogallo                                                                | 1 – 1                                                                     | Irlanda del Nord                                                          | Qual. Mondiali 2014                                                       | -                                                                         | 47’                                                                       |
| 14-11-2012                                                                | Libreville                                                                | Gabon                                                                     | 2 – 2                                                                     | Portogallo                                                                | Amichevole                                                                | -                                                                         | 85’                                                                       |
| 6-2-2013                                                                  | Guimarães                                                                 | Portogallo                                                                | 2 – 3                                                                     | Ecuador                                                                   | Amichevole                                                                | -                                                                         | 80’                                                                       |
| 7-6-2013                                                                  | Lisbona                                                                   | Portogallo                                                                | 1 – 0                                                                     | Russia                                                                    | Qual. Mondiali 2014                                                       | -                                                                         | 73’                                                                       |
| 10-6-2013                                                                 | Ginevra                                                                   | Croazia                                                                   | 0 – 1                                                                     | Portogallo                                                                | Amichevole                                                                | -                                                                         |                                                                           |
| 14-8-2013                                                                 | Faro                                                                      | Portogallo                                                                | 1 – 1                                                                     | Paesi Bassi                                                               | Amichevole                                                                | -                                                                         | 84’                                                                       |
| 6-9-2013                                                                  | Belfast                                                                   | Irlanda del Nord                                                          | 2 – 4                                                                     | Portogallo                                                                | Qual. Mondiali 2014                                                       | -                                                                         | 90’                                                                       |
| 11-9-2013                                                                 | Foxborough                                                                | Brasile                                                                   | 3 – 1                                                                     | Portogallo                                                                | Amichevole                                                                | -                                                                         | 60’                                                                       |
| 31-5-2014                                                                 | Oeiras                                                                    | Portogallo                                                                | 0 – 0                                                                     | Grecia                                                                    | Amichevole                                                                | -                                                                         | 46’                                                                       |
| 6-6-2014                                                                  | Foxborough                                                                | Messico                                                                   | 0 – 1                                                                     | Portogallo                                                                | Amichevole                                                                | -                                                                         | 80’                                                                       |
| 10-6-2014                                                                 | East Rutherford                                                           | Irlanda                                                                   | 1 – 5                                                                     | Portogallo                                                                | Amichevole                                                                | -                                                                         | 81’                                                                       |
| 26-6-2014                                                                 | Brasilia                                                                  | Portogallo                                                                | 2 – 1                                                                     | Ghana                                                                     | Mondiali 2014 - 1º turno                                                  | -                                                                         |                                                                           |
| Totale                                                                    |                                                                           | Presenze                                                                  | 14                                                                        |                                                                           | Reti                                                                      | 0                                                                         |                                                                           |

### Statistiche da allenatore
Statistiche aggiornate al 15 agosto 2025. In grassetto le competizioni vinte.
| Stagione                 | Squadra                  | Campionato               | Campionato | Campionato | Campionato | Campionato | Coppe nazionali | Coppe nazionali | Coppe nazionali | Coppe nazionali | Coppe nazionali | Coppe continentali | Coppe continentali | Coppe continentali | Coppe continentali | Coppe continentali | Altre coppe | Altre coppe | Altre coppe | Altre coppe | Altre coppe | Totale | Totale | Totale | Totale | % Vittorie | Piazzamento |
| Stagione                 | Squadra                  | Comp                     | G          | V          | N          | P          | Comp            | G               | V               | N               | P               | Comp               | G                  | V                  | N                  | P                  | Comp        | G           | V           | N           | P           | G      | V      | N      | P      | %          | Piazzamento |
| ------------------------ | ------------------------ | ------------------------ | ---------- | ---------- | ---------- | ---------- | --------------- | --------------- | --------------- | --------------- | --------------- | ------------------ | ------------------ | ------------------ | ------------------ | ------------------ | ----------- | ----------- | ----------- | ----------- | ----------- | ------ | ------ | ------ | ------ | ---------- | ----------- |
| 2018-gen. 2019           | Casa Pia                 | TD                       | ?          | ?          | ?          | ?          | CP              | 4               | 3               | 0               | 1               | -                  | -                  | -                  | -                  | -                  | -           | -           | -           | -           | -           | 4      | 3      | 0      | 1      | 75,00      | Dimis.      |
| set.-dic. 2019           | Braga B                  | TD                       | 11         | 8          | 2          | 1          | -               | -               | -               | -               | -               | -                  | -                  | -                  | -                  | -                  | -           | -           | -           | -           | -           | 11     | 8      | 2      | 1      | 72,73      | [ 11 ]      |
| dic. 2019-mar. 2020      | Braga                    | PL                       | 9          | 8          | 1          | 0          | CP+CdL          | 0+2             | 0+2             | 0+0             | 0+0             | UEL                | 2                  | 0                  | 0                  | 2                  | -           | -           | -           | -           | -           | 13     | 10     | 1      | 2      | 76,92      | Dimis.      |
| mar.-lug. 2020           | Sporting Lisbona         | PL                       | 11         | 6          | 3          | 2          | CP+CdL          | -               | -               | -               | -               | UEL                | -                  | -                  | -                  | -                  | SP          | -           | -           | -           | -           | 11     | 6      | 3      | 2      | 54,55      | Sub., 4º    |
| 2020-2021                | Sporting Lisbona         | PL                       | 34         | 26         | 7          | 1          | CP+CdL          | 3+3             | 2+3             | 0+0             | 1+0             | UEL                | 2                  | 1                  | 0                  | 1                  | -           | -           | -           | -           | -           | 42     | 32     | 7      | 3      | 76,19      | 1º          |
| 2021-2022                | Sporting Lisbona         | PL                       | 34         | 27         | 4          | 3          | CP+CdL          | 6+4             | 4+4             | 0+0             | 2+0             | UCL                | 8                  | 3                  | 1                  | 4                  | SP          | 1           | 1           | 0           | 0           | 53     | 39     | 5      | 9      | 73,58      | 2º          |
| 2022-2023                | Sporting Lisbona         | PL                       | 34         | 23         | 5          | 6          | CP+CdL          | 1+6             | 0+5             | 0+0             | 1+1             | UCL+UEL            | 6+6                | 2+1                | 1+4                | 3+1                | -           | -           | -           | -           | -           | 53     | 31     | 10     | 12     | 58,49      | 4º          |
| 2023-2024                | Sporting Lisbona         | PL                       | 34         | 29         | 3          | 2          | CP+CdL          | 7+3             | 5+2             | 1+0             | 1+1             | UEL                | 10                 | 4                  | 4                  | 2                  | -           | -           | -           | -           | -           | 54     | 40     | 8      | 6      | 74,07      | 1º          |
| lug.-nov. 2024           | Sporting Lisbona         | PL                       | 11         | 11         | 0          | 0          | CP+CdL          | 1+1             | 1+1             | 0+0             | 0+0             | UCL                | 4                  | 3                  | 1                  | 0                  | SP          | 1           | 0           | 0           | 1           | 18     | 16     | 1      | 1      | 88,89      | Dimis.      |
| Totale Sporting Lisbona  | Totale Sporting Lisbona  | Totale Sporting Lisbona  | 158        | 122        | 22         | 14         |                 | 35              | 27              | 1               | 7               |                    | 36                 | 14                 | 11                 | 11                 |             | 2           | 1           | 0           | 1           | 231    | 164    | 34     | 33     | 71,00      |             |
| nov. 2024-2025           | Manchester Utd           | PL                       | 27         | 7          | 6          | 14         | FACup+CdL       | 3+1             | 1+0             | 2+0             | 0+1             | UEL                | 11                 | 8                  | 2                  | 1                  | CS          | -           | -           | -           | -           | 42     | 16     | 10     | 16     | 38,10      | Sub., 15º   |
| 2025-2026                | Manchester Utd           | PL                       | 1          | 0          | 0          | 1          | FACup+CdL       | 0+0             | 0+0             | 0+0             | 0+0             | -                  | -                  | -                  | -                  | -                  | -           | -           | -           | -           | -           | 1      | 0      | 0      | 1      | &0,00      |             |
| Totale Manchester United | Totale Manchester United | Totale Manchester United | 28         | 7          | 6          | 15         |                 | 4               | 1               | 2               | 1               |                    | 11                 | 8                  | 2                  | 1                  |             | -           | -           | -           | -           | 43     | 16     | 10     | 17     | 37,21      |             |
| Totale carriera          | Totale carriera          | Totale carriera          | 206        | 145        | 31         | 30         |                 | 45              | 33              | 3               | 9               |                    | 49                 | 22                 | 13                 | 14                 |             | 2           | 1           | 0           | 1           | 302    | 201    | 47     | 54     | 66,56      |             |

## Palmarès

### Giocatore

#### Club

##### Competizioni nazionali
- Coppa di Lega portoghese: 7

Benfica: 2008-2009, 2009-2010, 2010-2011, 2011-2012, 2013-2014, 2014-2015
Braga: 2012-2013
- Campionato portoghese: 4

Benfica: 2009-2010, 2013-2014, 2014-2015, 2016-2017
- Coppa del Portogallo: 1

Benfica: 2013-2014
- Supercoppa di Portogallo: 1

Benfica: 2014

### Allenatore

#### Club

##### Competizioni nazionali
- Coppa di Lega portoghese: 3

Braga: 2019-2020
Sporting Lisbona: 2020-2021, 2021-2022
- Campionato portoghese: 2

Sporting Lisbona: 2020-2021, 2023-2024
- Supercoppa di Portogallo: 1

Sporting Lisbona: 2021